# Jean Baise
Jean-Marie (Jean) Baise (22 oktober 1944) is een voormalig Belgisch senator.

## Levensloop
Baise werkte als mecanicien bij het bedrijf Caterpillar in Charleroi.
Hij werd tevens politiek actief voor Ecolo en was mede-oprichter van de partijafdeling in 's-Gravenbrakel. Van 1994 tot 1995 zetelde hij eveneens in de Belgische Senaat als provinciaal senator voor Henegouwen.
Bij de verkiezingen van 1995 was hij kandidaat voor het Waals Parlement, maar werd niet verkozen.

## Bron
- Laureys, V., Van den Wijngaert, M., De geschiedenis van de Belgische Senaat 1831-1995, Lannoo, 1999.